# Mizuno Tadamasa
Pour les articles homonymes, voir Mizuno (homonymie).
Mizuno Tadamasa est un nom japonais traditionnel ; le nom de famille (ou le nom d'école), Mizuno, précède donc le prénom (ou le nom d'artiste).
Mizuno Tadamasa (水野 忠政, 1493-22 août 1543) est un samouraï du Japon féodal de l'époque Sengoku qui gouverne le château de Kariya. En 1541, il accepte de marier sa fille Dainokata au chef du clan Matsudaira. Elle est la mère du shogun Tokugawa Ieyasu.